# Municipio de Salem (condado de Tuscarawas)
El municipio de Salem (en inglés: Salem Township) es un municipio ubicado en el condado de Tuscarawas en el estado estadounidense de Ohio. En el año 2010 tenía una población de 1703 habitantes y una densidad poblacional de 19,23 personas por km².

## Geografía
El municipio de Salem se encuentra ubicado en las coordenadas 40°19′49″N 81°33′4″O / 40.33028, -81.55111. Según la Oficina del Censo de los Estados Unidos, el municipio tiene una superficie total de 88.56 km², de la cual 87,8 km² corresponden a tierra firme y (0,86 %) 0,76 km² es agua.

## Demografía
Según el censo de 2010, había 1703 personas residiendo en el municipio de Salem. La densidad de población era de 19,23 hab./km². De los 1703 habitantes, el municipio de Salem estaba compuesto por el 97,94 % blancos, el 0,29 % eran afroamericanos, el 0,47 % eran amerindios, el 0,12 % eran asiáticos, el 0,65 % eran de otras razas y el 0,53 % eran de una mezcla de razas. Del total de la población el 0,65 % eran hispanos o latinos de cualquier raza.